# Meyila (Bikok)
Pour les articles homonymes, voir Meyila.
Meyila est un village de la région du Centre au Cameroun, localisé dans l'arrondissement (commune) de Bikok et le département de la Méfou-et-Akono.

## Population
En 1965 Meyila comptait 259 habitants, principalement des Ewondo.
Lors du recensement de 2005, ce nombre s'élevait à 1 741.

## Économie
Outre les cultures vivrières, les villageois produisent du cacao et dans une moindre mesure du palmier à huile. Une pisciculture a été ouverte en 2008.